# Sefa Isçi
Sefa Isçi (Gent, 26 maart 1996) is een Belgisch-Turks voetballer die bij voorkeur als rechtsback speelt.

## Clubcarrière
Isçi speelde in de jeugd bij WS SC Sint-Amandsberg, AA Gent en RSC Anderlecht. In 2014 haalde hij met de U19 van Anderlecht de finale van de Viareggio Cup, maar de Brusselaars verloren die finale met 3-1 van AC Milan. Het leverde Isçi interesse op van onder andere Chelsea FC en SL Benfica. In juni 2014 ondertekende hij echter een driejarig contract bij SV Zulte Waregem.
Isçi maakte zijn officiële debuut voor Zulte Waregem op 31 juli 2014 in de Europa League-kwalificatiewedstrijd tegen het Wit-Russische Sjachtjor Salihorsk. Hij viel reeds na 25 minuten in voor Mamoutou N'Diaye. Zulte Waregem verloor in eigen huis met 2-5. Ook in de terugwedstrijd, die op een 2-2-gelijkspel eindigde, mocht Isçi invallen. Verder kreeg hij ook nog één basisplaats in de Jupiler Pro League (op de tweede competitiespeeldag van het seizoen 2014/15 tegen KSC Lokeren) en in de Beker van België (in de terugwedstrijd van de kwartfinale tegen zijn ex-club Anderlecht). Isçi, die bij Zulte Waregem allerminst wist te overtuigen, verhuisde in februari 2016 naar de Turkse derdeklasser Fatih Karagümrük.